# Krúpova hoľa
Krúpova hoľa je skalnatý vrch o nadmořské výšce 1928 m v hlavním hřebeni Nízkých Tater, ležící v jejich nejvyšší ďumbierské části. Nachází se západně od Ďumbieru, na který vede z Krúpovy hole chodník. Hora leží Žilinském kraji a Banskobystrickém kraji, okresech Liptovský Mikuláš a Brezno v extravilánech katastrů obcí Liptovský Ján, Demänovská Dolina a Horná Lehota.

## Přístup
- po  značce z Chopku nebo od chaty gen. M. R. Štefánika
- po  značce z rozcestí Kosienky přes sedlo Javorie (1487 m)
- po  značce z Demänovské doliny od jeskyně Svobody